# 조선 사직서
사직서는 조선시대 종묘와 사직 중 사직을 관리하던 관청이다.
조선 초기 사직단을 두었다가 세종 8년(1426년)에 사직서로 개칭하고 승 1인, 녹사 2인을 두었다. 숙종 때 직장 1인과 봉사 1인이 새로 설치되고 참봉 2인을 없앴다. 1725년에 봉사를 영으로 개편했고, 1882년에 영 1인을 더 늘려서 1인은 문관, 1인은 음관으로 총 2인을 임명했다. 사직서의 입직 관원은 매 5일마다 사직단과 토담을 봉심해야 하며, 매월 삭망 때는 신실을 봉심해야 하였다. 그리고 만일 개수한 곳이 있으면 예조에 보고해야 하였다.